# Municipio de Poland (Iowa)
El municipio de Poland (en inglés: Poland Township) es un municipio ubicado en el condado de Buena Vista en el estado estadounidense de Iowa. En el año 2010 tenía una población de 442 habitantes y una densidad poblacional de 4,63 personas por km².

## Geografía
El municipio de Poland se encuentra ubicado en las coordenadas 42°52′49″N 94°58′59″O / 42.88028, -94.98306. Según la Oficina del Censo de los Estados Unidos, el municipio tiene una superficie total de 95.39 km², de la cual 94,68 km² corresponden a tierra firme y (0,74 %) 0,71 km² es agua.

## Demografía
Según el censo de 2010, había 442 personas residiendo en el municipio de Poland. La densidad de población era de 4,63 hab./km². De los 442 habitantes, el municipio de Poland estaba compuesto por el 96,15 % blancos, el 0,45 % eran afroamericanos, el 0,45 % eran amerindios, el 0,45 % eran asiáticos, el 0,23 % eran de otras razas y el 2,26 % eran de una mezcla de razas. Del total de la población el 1,58 % eran hispanos o latinos de cualquier raza.